# SUアジャン
スポルティン・ユニオン・アジャン・ロット＝エ＝ガロンヌ（仏: Sporting Union Agen Lot-et-Garonne）は、フランスのロット＝エ＝ガロンヌ県アジャンに本拠地を置くラグビーユニオンクラブである。スタジアムはスタッド・アルマンディー。プロD2（2部）に所属。通称はSUアジャン（SU Agen）。

## 歴史
1908年創設。
1929-30シーズン、フランス選手権（現・トップ14）で初優勝。
1997-98シーズン、欧州チャレンジカップで準優勝。

## タイトル

### 国内タイトル
- フランス選手権（現・トップ14）
  - 優勝 8回（1930, 1945, 1962, 1965, 1966, 1976, 1982, 1988）
  - 準優勝 6回（1943, 1947, 1984, 1986, 1990, 2002）

- フランス選手権プロD2（2部リーグ）
  - 優勝 1回（2010）

### 国際タイトル
- ヨーロピアンラグビーチャンピオンズカップ
  - 準優勝 1回（1998）

## スコッド
- サンティアゴ・ソシノ(アルゼンチン代表)
- ハビエル・エイスマン(チリ代表)
- フォトゥ・ロコトゥイ(トンガ代表)
- ルーカス・マーティンズ(ポルトガル代表)
- エバン・オルムステッド(カナダ代表)

## 歴代所属選手
- アンドレイ・オストリコフ(ロシア代表)
- テイラー・パリス(カナダ代表)
- ヴィリアム・アファティア(サモア代表)
- オペティ・フォヌア(トンガ代表)
- ナフィ・ツイタヴァキ(トンガ代表)
- アントン・ペイクリシヴィリ(ジョージア代表)
- マイク・タジャール(ポルトガル代表)
- フィリポ・ナコシ(フィジー代表)
- アカプシ・ンゲラ(フィジー代表)
- ジェイソン・マーシャル(カナダ代表)
- ヨアン・タンガ(フランス代表)
- ポール・グラウ
- パウラ・ヌガウアモ(トンガ代表)
- ジェイミー＝ジェリー・タウランギ(サモア代表)
- サム・ヴァカ(トンガ代表)
- アドリアン・モトック(ルーマニア代表)
- ジャバ・ブレグヴァゼ(ジョージア代表)
- ジェファーソン＝リー・ジョゼフ(7人制フランス代表)
- ソナタネ・タクルア(トンガ代表)